# Чемпіонат України з регбіліг 2010
Чемпіонат України 2010 року з регбіліг.
Другий чемпіонат України з регбіліг серед чоловіків 2010 року розіграли 6 команд, які провели турнір у три тури: два в Харкові (23-25 квітня і 6-7 листопада) та в Донецьку (1-3 жовтня). 

## Учасники
«Легіон XIII» (Харків), УІПА (Харків), «Шторм-ДЮСШ-7» (Харків), «Тайфун» (Донецьк), «Тигри Донбасу» (Донецьк), «Дніпро» (Дніпропетровськ).

### Турнірна таблиця
| Місце | Команда         | 1               | 2                 | 3               | 4                 | 5                | 6                | В | Н | П | Р:О     | О  |
| ----- | --------------- | --------------- | ----------------- | --------------- | ----------------- | ---------------- | ---------------- | - | - | - | ------- | -- |
| 1     | «Легіон ХІІІ»   |                 | 38:0, 44:6        | 24:4, 30:6 40:0 | 60:0              | 28:0, 22:0       | 38:0             | 9 | 0 | 0 | 324:16  | 27 |
| 2     | УІПА            | 0:38, 6:44      |                   | 10:12           | 16:12, 28:4 30:10 | 38:0, 14:8       | 24:14            | 6 | 0 | 3 | 166:142 | 21 |
| 3     | «Шторм-ДЮСШ-7»  | 4:24, 6:30 0:40 | 12:10             |                 | 18:28, 36:4       | 24:0, 34:0       | 42:0             | 5 | 0 | 4 | 176:136 | 19 |
| 4     | «Тигри Донбасу» | 0:60            | 12:16, 4:28 10:30 | 28:18, 4:36     |                   | -                | 20:10, 32:8 44:0 | 4 | 0 | 5 | 154:206 | 17 |
| 5     | «Тайфун»        | 0:28, 0:22      | 0:38, 8:14        | 0:24, 0:34      | -                 |                  | 14:18, 36:0 22:0 | 2 | 0 | 7 | 80:178  | 13 |
| 6     | «Дніпро»        | 0:38            | 14:24             | 0:42            | 10:20, 8:32 0:44  | 18:14, 0:36 0:22 |                  | 1 | 0 | 8 | 50:272  | 11 |

Турнірні очки нараховуються: за перемогу — 3 очки, за нічию — 2 очки, на поразку — 1 очко.

## Найрезультативніші гравці
1. Скорбач О. («Легіон XIII»): 74 очка	
2. Башевський А. («Шторм-ДЮСШ-7»): 58 очок
3. Кардаков П. («Легіон XIII»): 56 очок
4. Войтів А. (УІПА): 48 очок
5-6. Петровський П. («Тигри Донбасу»): 32 очка
5-6. Лобань В. («Легіон XIII»): 32 очка